# Котормань, Рудольф
Рудольф Котормань (рум. Rudolf Kotormány; 23 января 1911, Тимишоара — 2 августа 1983, Румыния) — румынский футболист, игравший на позиции защитника, в частности, за клуб «Рипенсия», а также национальную сборную Румынии. По завершении игровой карьеры — тренер.
Четырёхкратный чемпион Румынии. Двукратный обладатель Кубка Румынии.

## Клубная карьера
Во взрослом футболе дебютировал в 1930 году выступлениями за клуб «Кинезул», в котором провёл один сезон.
Своей игрой привлёк внимание представителей тренерского штаба клуба «Рипенсия», к составу которого присоединился в 1931 году. Отыграл за тимишоарскую команду следующие одиннадцать сезонов своей игровой карьеры.
Завершил профессиональную игровую карьеру в клубе «ЧФР Тимишоара», за который выступал в течение 1946—1947 годов. Всего сыграл 150 матчей, забил 11 голов.

## Выступления за сборную
В 1932 году дебютировал в официальных матчах в составе национальной сборной Румынии. В течение карьеры в национальной команде, продолжавшейся 7 лет, провёл в её форме 9 матчей.
В составе сборной был участником чемпионата мира 1934 года в Италии, где сыграл в матче 1/8 финала против сборной Чехословакии (1-2).

## Карьера тренера
Начал тренерскую карьеру, ещё продолжая играть на поле, в 1946 году, возглавив тренерский штаб клуба «ЧФР Тимишоара».
Последним местом тренерской работы был клуб «Корвинул», главным тренером которого Рудольф Котормань был в течение 1954 года.
Умер 2 августа 1983 года на 73-м году жизни.

## Титулы и достижения
- Чемпион Румынии (4):

«Рипенсия»: 1932—1933, 1934—1935, 1935—1936, 1937—1938
- Обладатель Кубка Румынии (2):

«Рипенсия»: 1933—1934, 1935—1936